# Île Tortuguilla
Tortuguilla est une petite île de la région Caraïbe colombienne. Elle est située à 9 km de terre ferme aux coordonnées 9° 01′ 50″ N, 76° 20′ 40″ O. Administrativement, elle fait partie du département de Córdoba, sous la juridiction de la municipalité de Puerto Escondido.

## Caractéristiques
L'île, d'approximativement 14 hectares (0,14 km²), est l'île la plus méridionale de la Caraïbe colombienne. Tortuguilla consiste en une terrasse émergente de corail subfossile, entourée d'une plate-forme calcaire d'environ 10 mètres de profondeur qui abrite d'innombrables récifs coralliens.